# 新井英一 (栄養学者)
新井 英一（あらい ひでかず）は、日本の栄養学者（臨床栄養学・病態生化学）。学位は博士（栄養学）（徳島大学・2000年）。静岡県立大学食品栄養科学部・大学院食品栄養環境科学研究院教授。

## 来歴

### 生い立ち
徳島大学に進学し、医学部の栄養学科にて学んだ。1995年3月、徳島大学を卒業した。卒業後はそのまま徳島大学の大学院に進学し、栄養学研究科にて学んだ。在学中はヒトのビタミンD受容体遺伝子について研究するとともに、「A vitamin D receptor gene polymorphism in the translation initiation codon : Effect on protein activity and relation to bone mineral density in Japanese women」と題した博士論文を執筆していた。1997年3月、徳島大学の大学院における博士前期課程を修了した。2000年3月には、徳島大学の大学院における博士後期課程を修了した。それに伴い、博士（栄養学）の学位を取得した。

### 研究者として
大学院修了後は、2000年4月より母校である徳島大学に勤務することになり、医学部の助手を務めた。医学部においては、主として病態栄養学講座を受け持った。その後、大学院重点化、および、大学院への研究部・教育部制の導入により、徳島大学の組織は大きく再編された。それに伴い、2004年に大学院にヘルスバイオサイエンス研究部が新設されたため、同年4月よりヘルスバイオサイエンス研究部の助手となった。大学院においては、主として臨床栄養学分野を受け持った。その傍ら、同年4月より、徳島大学の医学部・歯学部附属病院にて食と健康増進センターの助手に併任された。
2007年4月、静岡県立大学に転じ、食品栄養科学部の准教授に就任した。食品栄養科学部においては、主として栄養生命科学科の講義を担当し、臨床栄養管理学を受け持った。また、静岡県立大学の大学院においては、生活健康科学研究科の准教授を兼務した。生活健康科学研究科においては、主として食品栄養科学専攻の講義を担当した。その後、大学院の一部に研究院・学府制が導入されることになり、生活健康科学研究科は薬学研究科と統合され、2研究院1学府に再編された。それに伴い、新設された食品栄養環境科学研究院の准教授も兼務することとなった。研究院・学府制導入以降の大学院においては、薬食生命科学総合学府の講義を担当した。

## 研究
専門は栄養学であり、特に臨床栄養学や病態生化学といった分野の研究に従事していた。具体的には、緩やかに吸収される糖質を用いて、脂肪肝の予防に対する作用やメカニズムについて研究していた。また、24時間蓄尿を調べることで燐摂取量を把握するとともに、血清線維芽細胞増殖因子濃度に関する研究に取り組んだ。
学術団体としては、日本栄養・食糧学会、日本栄養改善学会、日本糖尿病学会、日本病態栄養学会、日本静脈経腸栄養学会、日本臨床栄養学会、日本腎不全栄養研究会、日本動脈硬化学会、などに所属した。

## 略歴
- 1995年 - 徳島大学医学部栄養学科卒業[1]。
- 1997年 - 徳島大学大学院栄養学研究科博士前期課程修了[1]。
- 2000年 - 徳島大学大学院栄養学研究科博士後期課程修了[1]。
- 2000年 - 徳島大学医学部助手[5]。
- 2004年 - 徳島大学大学院ヘルスバイオサイエンス研究部助手[5]。
- 2004年 - 徳島大学医学部・歯学部附属病院食と健康増進センター助手[5]。
- 2007年 - 静岡県立大学食品栄養科学部准教授[5]。
- 2007年 - 静岡県立大学大学院生活健康科学研究科准教授。
- 2012年 - 静岡県立大学大学院食品栄養環境科学研究院准教授。
- 2018年 - 静岡県立大学食品栄養科学部・大学院食品栄養環境科学研究院教授。

## 著作

### 共著
- 末永美雪編集『イラストで学ぶ栄養士・管理栄養士の世界』学建書院、2016年。ISBN 9784762408861

### 編纂
- 日本栄養・食糧学会監修、宮本賢一・新井英一・下村吉治責任編集『ミネラル摂取と老化制御』建帛社、2014年。ISBN 9784767961767

### 註釈
1. ↑  徳島大学大学院ヘルスバイオサイエンス研究部は、2015年に徳島大学大学院医歯薬学研究部に改組された。
2. ↑  徳島大学医学部・歯学部附属病院は、2010年に徳島大学病院に改組された。